# Santa Maria Coghinas
Santa Maria Coghinas (sardisch: Santa Maria Cutzinas, korsisch: Cuzina) ist eine italienische Gemeinde (comune) mit 1303 Einwohnern (Stand 31. Dezember 2023) in der Metropolitanstadt Sassari auf Sardinien. Die Gemeinde liegt etwa 40 Kilometer nordöstlich von Sassari. Der Coghinas bildet die östliche Gemeindegrenze. Die Nachbargemeinden sind Bortigiadas, Bulzi, Perfugas, Sedini, Valledoria und Viddalba.

## Sehenswürdigkeiten

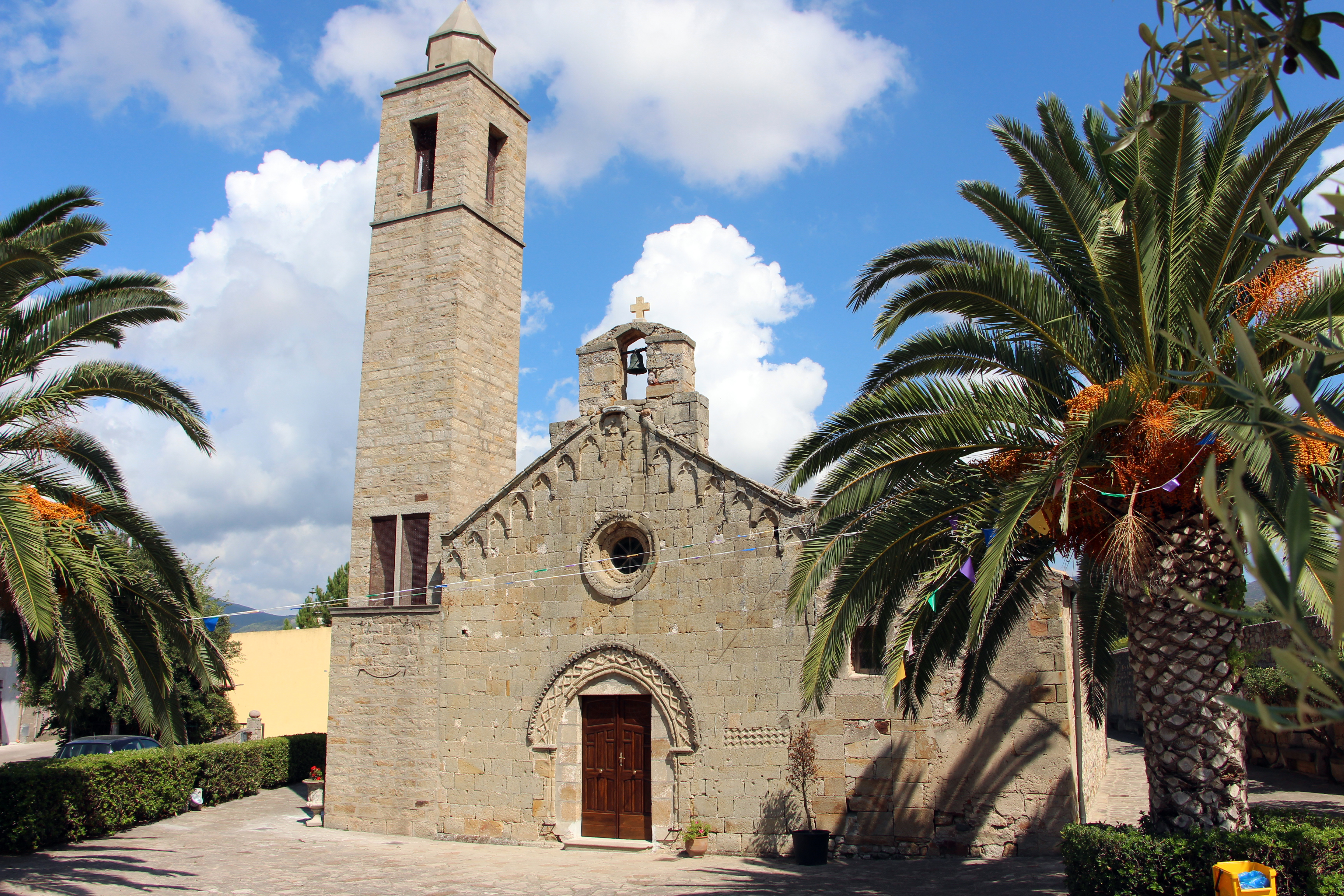
Chiesa Madonna delle Grazie
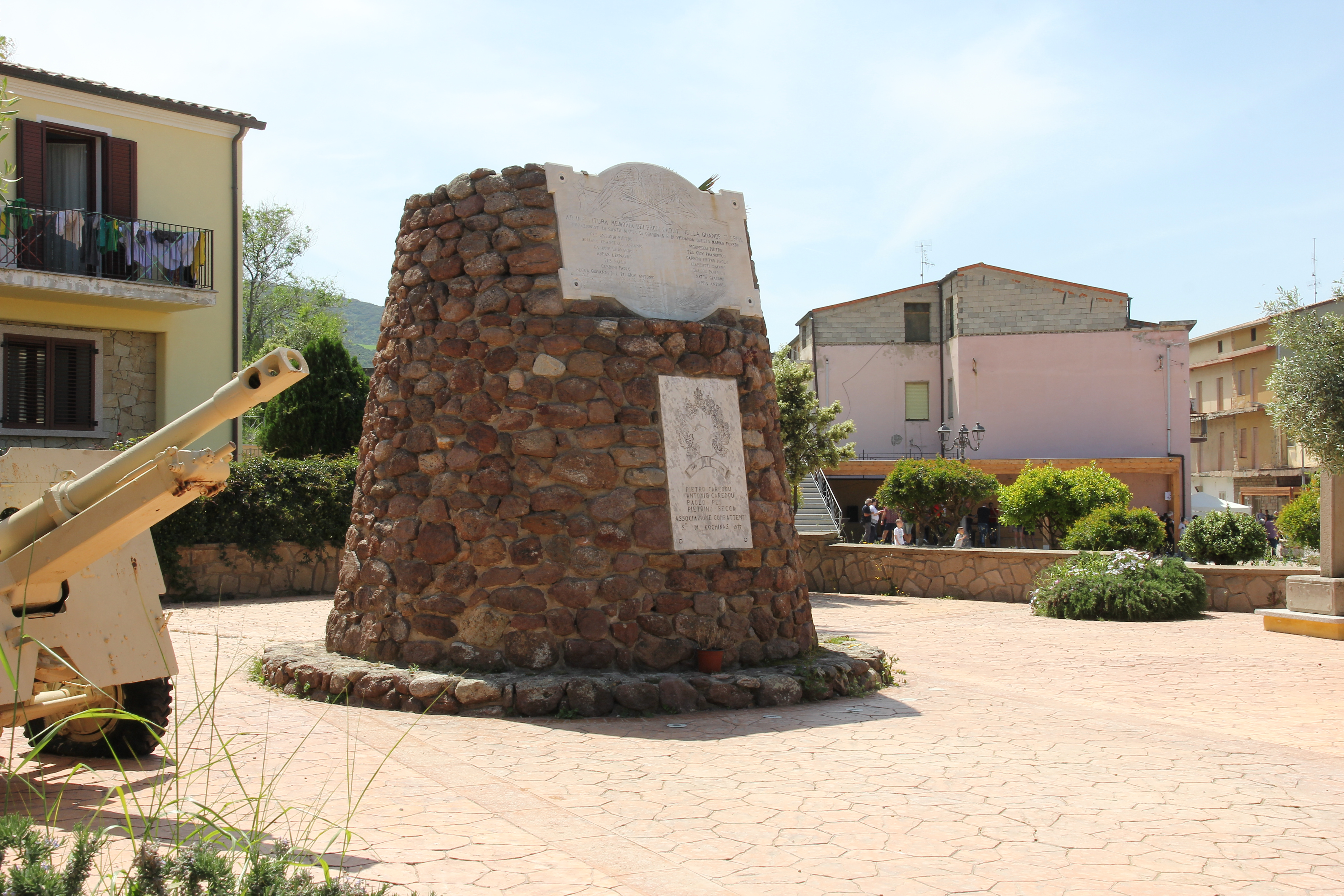
Kriegerdenkmal
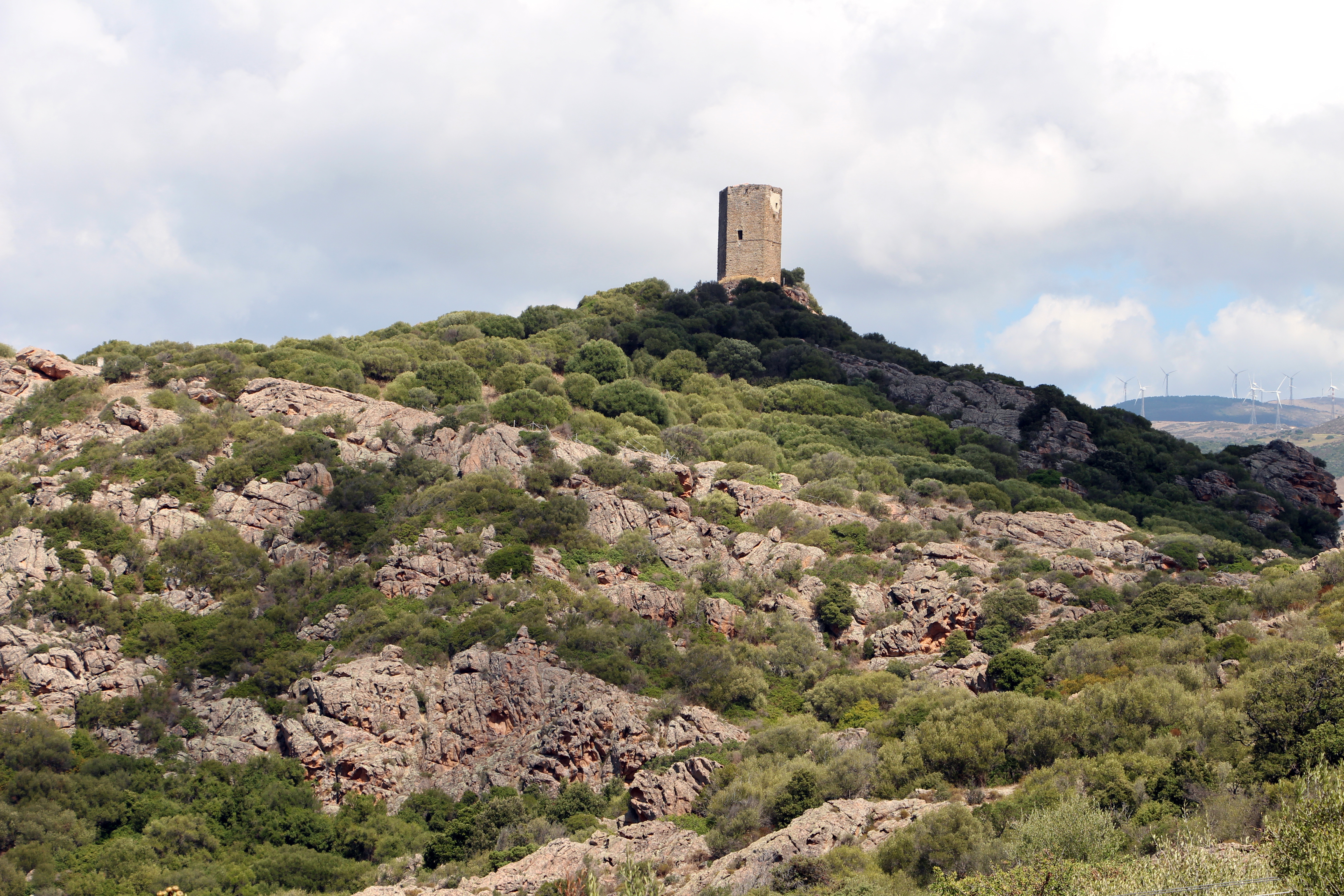
Ruine des Castel Doria
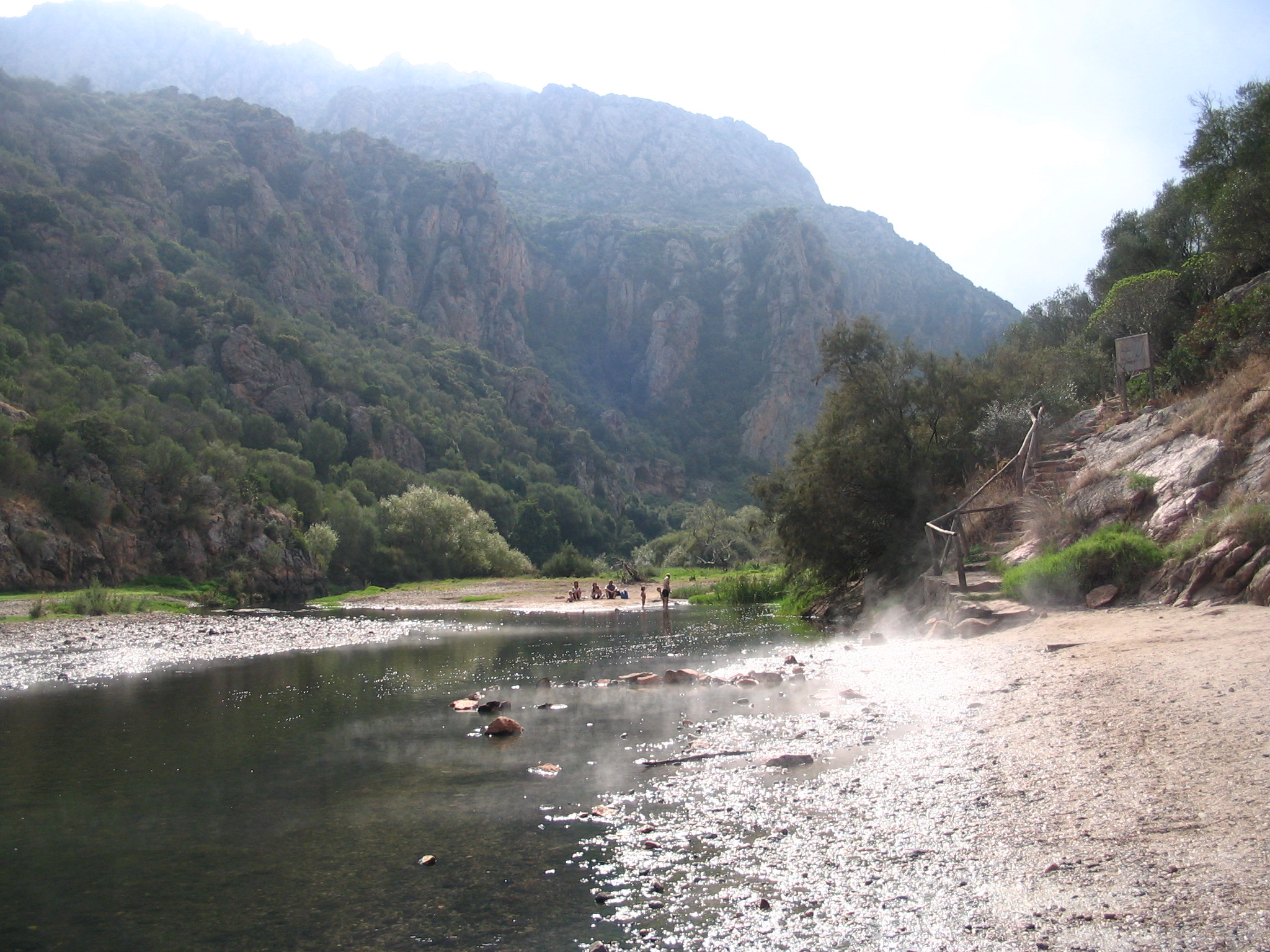
Am Fluss Coghinas
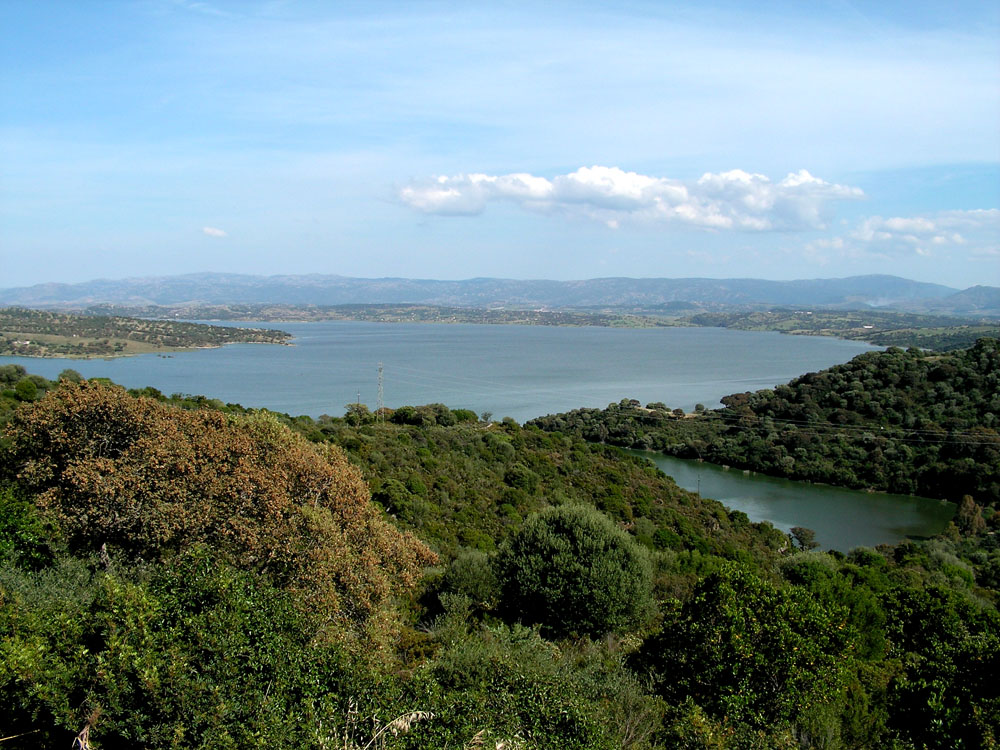
Lago Coghinas